# Ammiana
Ammiana war eine Stadt in der nördlichen Lagune von Venedig, die von der Spätantike bis ins Frühmittelalter bestand, im Kern vom 5. bis zum 7. Jahrhundert, dann wieder, in Form eines Klosters und dazugehöriger Ortsstrukturen, ab dem 10. Jahrhundert. Sie fiel dem steigenden Wasserspiegel der Lagune, der Versandung durch die Ablagerungen des Flusses Sile und der Malaria zum Opfer. In der Nachbarschaft befand sich die ebenfalls untergegangene Stadt Costanziaco. Die benachbarte Barena del Vigno ist das einzige Gebiet der Lagune von Venedig, das ohne Unterbrechung von der Bronzezeit bis in die jüngste Vergangenheit besiedelt war. Möglicherweise befand sich dort das westlichste Siedlungsgebiet der Stadt Richtung Altinum. Die zeitweise dominierende Vorstellung einer Siedlungskontinuität seit der frühen römischen Kaiserzeit sowie einer byzantinischen Phase musste aufgrund der Grabungsergebnisse seit 2007 aufgegeben werden. 

## Historische Überlieferung
Im Frühmittelalter bestanden in der nördlichen Lagune sechs Siedlungszentren, nämlich Ammiana, Costanziaco, Torcello, Mazzorbo, Burano und Murano. 
Im Pactum Lotharii von 840 werden „Amianae“ und „Buriani“, letztere Bewohner der Insel Burano, erwähnt. Zu Ammiana gehörten vom 5. bis 9. Jahrhundert wohl auch die Inseln La Salina (früher Motta di San Felice), Motta dei Cunicci und Santa Cristina. 
Nach dem Chronicon Gradense war die älteste Kirche das von der Familie Willareni Mastalici errichtete San Lorenzo. Durch einen Kanal von der Stadt getrennt war die jüngere Gründung des Benediktinerklosters der Heiligen Felix und Fortunatus (Santi Felice e Fortunato). Die Inseln, auf denen sich die Stadt erstreckte, hießen Ammiana, Ammianella und Castrazio oder Caltrazio.
Die Gründung ging der Legende nach auf Flüchtlinge vor den Hunnen unter Führung Attilas zurück, der 452 in Italien stand. Eine zweite Flüchtlingswelle im 9. Jahrhundert war die Ursache für die Gründung des besagten Benediktinerklosters. Die Kirche und das Kloster San Felice e Fortunato gehen auf das Jahr 889 zurück, als die Mönche des Benediktinerklosters San Stefano vor den Ungarn, die Venetien plünderten, aus Altinum flohen. 
Das Kloster auf La Salina wurde zur Grablege für mehrere Dogen, darunter im Jahr 932 Orso II. Particiaco. Der Doge Pietro Badoer (939–942) soll in der Kirche des Klosters San Felice di Ammiana beigesetzt worden sein.

## Archäologie
Das Hochwasser von 1966 zerstörte viele der an der Wasseroberfläche erkennbaren Überreste. Die Motta di San Lorenzo ist der letzte Rest der Insel Caltrazio. Sie wurde erst sehr viel später nach der Kirche San Lorenzo benannt.
Archäologische Untersuchungen in den 1980er Jahren förderten Spuren einer römischen Villa aus dem 3. Jahrhundert zu Tage, ebenso wie einer byzantinischen Befestigungsanlage, die bis dahin nur aus Quellenangaben bekannt war. Die quadratische Anlage bestand aus zwei Türmen, die durch eine über sechzig Meter lange Mauer verbunden waren. Kaiser Konstantin VII. (913–959) bezeichnete sie als kastron. Allerdings scheint die Datierung unsicher zu sein, nachdem Nachgrabungen zwanzig Jahre später neue Hinweise erbrachten. Überreste von Begräbnissen finden sich ab dem 6. Jahrhundert.
Vom Kloster San Lorenzo fand man nur noch Überreste der Fundamente. Die Errichtung mehrerer Klöster um 1200 war, so wird vermutet, ein Versuch, die Entvölkerung der nördlichen Lagune zu bremsen. Auch die Motta di San Lorenzo war wahrscheinlich vor Errichtung des Klosters unbewohnt. Solche Versuche der Wiederbelebung finden sich auch auf anderen Inseln. Darüber hinaus fanden die Orden dort genügend Platz und vorbereitete Bodenstrukturen, um dort ein Leben gewährleisten zu können. Dabei wurden sicherlich Gärten angelegt und neben dem eigentlichen Kloster entstanden Wirtschaftsgebäude. 1439 verließen die Nonnen das Kloster.

## Archiv
Das Archivio storico del Patriarcato di Venezia (Historisches Archiv des Patriarchats Venedig) befindet sich in einem Flügel im 3. Stock des ehemaligen Benediktinerklosters Santi Felice e Fortunato di Ammiana hinter dem Markusdom und dem Dogenpalast jenseits des Rio di Palazzo.

## Literatur

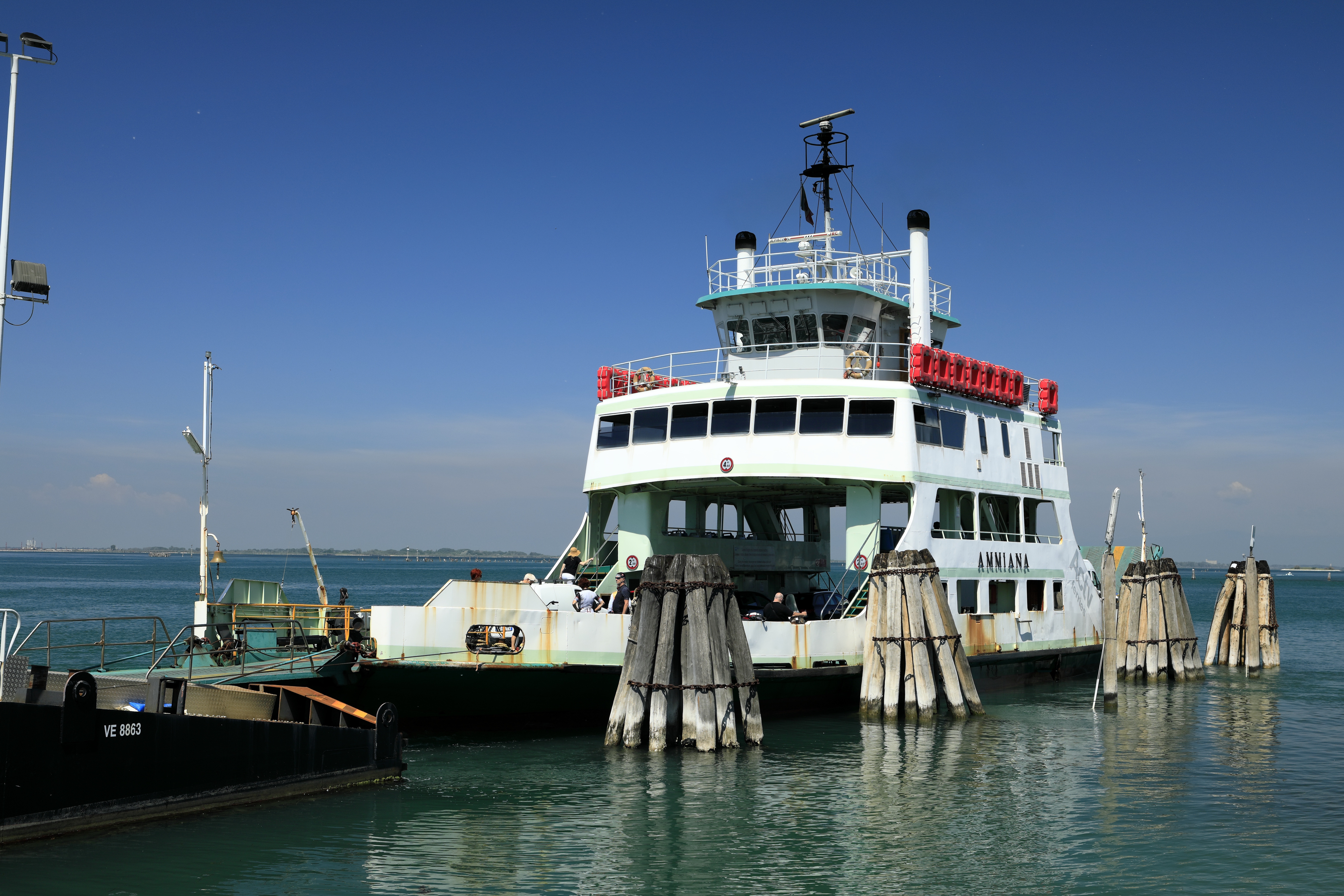
Die nach der untergegangenen Stadt benannte Ammiana, hier an der Anlegestelle Alberoni Faro Rocchetta